# Emil Hamar (1970)
Emil Hamar (* 10. února 1970 v Bratislavě ) je bývalý československý fotbalový záložník. Jeho otcem je Emil Hamar starší, bývalý prvoligový útočník Slavie Praha a Zbrojovky Brno.

## Fotbalová kariéra
Narodil se v Bratislavě. Po pár dnech odletěl do Prahy, kde v té době hrál jeho otec za Slaviu. S fotbalem však začal až v Brně, kam se rodina v roce 1973 přestěhovala (přestup otce z Pardubic do Brna). Se Zbrojovkou se stal dorosteneckým mistrem republiky v sezoně 1987/88 pod vedením věhlasného Františka Harašty. Vystřídal mnoho domácích i zahraničních klubů.

## Ligová bilance
| Ročník                    | Zápasy | Góly | Klub                     |
| ------------------------- | ------ | ---- | ------------------------ |
| 2. liga 1988/89           | 5      | 0    | TJ Zbrojovka Brno        |
| 2. liga 1988/89           | 1      | 1    | VTJ Tábor                |
| 2. liga 1991/92           | 2      | 0    | FC Zbrojovka / Boby Brno |
| 2. liga 1992/93           | –      | –    | FC Gera Drnovice         |
| 2. liga 1993/94           | –      | 4    | SK Xaverov Praha         |
| 2. liga 1994/95           | –      | 2    | SK Xaverov Praha         |
| 3. liga 1994/95           | 17     | 5    | 1. FC Bocholt            |
| 3. liga 1995/96           | 28     | 8    | SC Verviers              |
| 3. liga 1996/97           | 19     | 2    | SG Wattenscheid 09       |
| 2. liga 1997/98           | 5      | 0    | SG Wattenscheid 09       |
| 2. liga 1998/99           | 25     | 4    | Maasland Maasmechelen    |
| 3. liga 1999/00           | 16     | 7    | Union Royale Namur       |
| 2. liga 1999/00           | 13     | 3    | GAS Ialysos Rodou        |
| 3. liga 2000/01           | 27     | 12   | ASK Kottingbrunn         |
| 3. liga 2001/02           | 12     | 3    | FK Austria Wien am.      |
| 3. liga 2002/03           | 29     | 7    | SV Schwechat             |
| Celkem 2. liga (ČSSR)     | 6      | 1    |                          |
| Celkem 2. liga (ČSFR, ČR) | –      | –    |                          |
| Celkem 2. bundesliga      | 5      | 0    |                          |
| Celkem 2. liga            | 25     | 4    |                          |
| Celkem 2. liga            | 13     | 3    |                          |